# エステバン・ソラーリ
エステバン・アンドレス・ソラーリ・ポッジオ（Esteban Andrés Solari Poggio (スペイン語発音: [esˈteβan soˈlaɾi]), 1980年6月2日 - ）は、アルゼンチン・ロサリオ出身の元サッカー選手。現役時代のポジションはフォワード。
レアル・マドリードやインテル・ミラノに所属したサンティアゴ・ソラーリは兄である。弟のマルティンやダビドもサッカー選手である。姉のリズはモデルである。

## 経歴
エステバンの最初のクラブはCAベレス・サルスフィエルドだった。エストゥディアンテス・デ・ラ・プラタやAAアルヘンティノス・ジュニアーズを経て、2003-04シーズンはイタリアのACキオッジャ・ソットマリーナでプレーした。2004-05シーズンに所属したベルギーのリールセSKで12得点を挙げると、2005-06シーズンから所属したAPOELニコシアでは2シーズンで34得点を挙げた。2006-07シーズンはリーグ優勝を果たし、自身は得点王とMVPに輝いた。メキシコを経て、2008年夏にスペインのUDアルメリアに移籍した。しかしアルバロ・ネグレドやパブロ・ピアッティなどからポジションを奪うことが出来ず、2008-09シーズンは8試合出場1得点に終わった。翌シーズンはさらに出場機会を減らしリーグ2試合のみの出場で終えると、シーズン終了後にAPOELへと復帰した。

## タイトル

### クラブ
APOELニコシア
- キプロス・ファーストディビジョン : 2006-07[2], 2010-11
- キプロス・カップ : 2005-06
- キプロス・スーパーカップ : 2011

アポロン・リマソール
- キプロス・カップ : 2012-13

### 個人
- キプロスリーグ得点王 : 2006-07[2]
- キプロスリーグMVP : 2006-07[2]
- リーガMX得点王 : 2007-08
- ギリシャ・スーパーリーグ得点王 : 2013-14[3]